# تعبان دينغ غاي
تعبان دينق قاي (بالإنجليزية: Taban Deng Gai)‏ هو النائب الأول لرئيس جمهورية جنوب السودان ولد سنة 1959 خلفا لرياك مشار المقال وقد عينه المتمردون المنشقون عن مشار وهو من النوير ويشغل هذا المنصب من 23 يوليو 2016 وكان يشغل قبلها وزيرا للتعدين
وكان من أتباع مشار قبل أن ينشق عنه ويلتحق بصفوف الرئيس سلفا كير ميارديت